# D.C. Wilcutt
D.C. "Dixie" Wilcutt (Patton, Alabama, 25 de marzo de 1923-San Luis, Misuri, 19 de octubre de 2015) fue un baloncestista estadounidense que disputó dos temporadas entre la BAA y la NBA. Con 1,88 metros de estatura, jugaba en la posición de base.

## Trayectoria deportiva

### Universidad
Jugó durante su etapa universitaria con los Billikens de la Universidad de Saint Louis, convirtiéndose en el primer jugador de dicha institución en debutar en la BAA o la NBA. En 1948 consiguieron ganar el torneo del NIT, con un equipo liderado por Ed Macauley, derrotando en la final a los NYU Violets.

### Profesional
Fue elegido en el Draft de la BAA de 1948 por St. Louis Bombers, con los que jugó dos temporadas, siendo la más destacada la primera de ellas, en la que promedió 2,3 puntos y 1,4 asistencias por partido.

#### Estadísticas en la BAA y la NBA

##### Temporada regular
| Temporada | Edad | Equipo            | Liga  | Pos. | P  | TIT | MIN | TC  | TCA | %TC  | 3P | 3PA | %3P | TL  | TLA | %TL  | R.OF. | R.DEF. | REB | ASIS | ROB | TAP | PER | FP  | PTS |
| 1948-49   | 25   | St. Louis Bombers | BAA   |      | 22 |     |     | 0.8 | 2.3 | .353 |    |     |     | 0.7 | 0.8 | .833 |       |        |     | 1.4  |     |     |     | 0.4 | 2.3 |
| 1949-50   | 26   | St. Louis Bombers | NBA   |      | 37 |     |     | 0.6 | 2.0 | .329 |    |     |     | 0.8 | 1.1 | .690 |       |        |     | 1.3  |     |     |     | 0.7 | 2.1 |
| Total     |      |                   | TOTAL |      | 59 |     |     | 0.7 | 2.1 | .339 |    |     |     | 0.7 | 1.0 | .733 |       |        |     | 1.4  |     |     |     | 0.6 | 2.2 |
|           |      |                   | NBA   |      | 37 |     |     | 0.6 | 2.0 | .329 |    |     |     | 0.8 | 1.1 | .690 |       |        |     | 1.3  |     |     |     | 0.7 | 2.1 |
|           |      |                   | BAA   |      | 22 |     |     | 0.8 | 2.3 | .353 |    |     |     | 0.7 | 0.8 | .833 |       |        |     | 1.4  |     |     |     | 0.4 | 2.3 |

##### Playoffs
| Temporada | Edad | Equipo            | Liga | Pos. | P | TIT | MIN | TC  | TCA | %TC  | 3P | 3PA | %3P | TL  | TLA | %TL | R.OF. | R.DEF. | REB | ASIS | ROB | TAP | PER | FP  | PTS |
| 1948-49   | 25   | St. Louis Bombers | BAA  |      | 2 |     |     | 1.5 | 3.5 | .429 |    |     |     | 0.0 | 0.0 |     |       |        |     | 2.0  |     |     |     | 1.0 | 3.0 |
| Total     |      |                   | BAA  |      | 2 |     |     | 1.5 | 3.5 | .429 |    |     |     | 0.0 | 0.0 |     |       |        |     | 2.0  |     |     |     | 1.0 | 3.0 |